# Amorphophallus bufo
Amorphophallus bufo är en kallaväxtart som beskrevs av Henry Nicholas Ridley. Amorphophallus bufo ingår i släktet Amorphophallus och familjen kallaväxter. Inga underarter finns listade.